# ThreeBond Racing
ThreeBond Racing is een autosportteam uit Brackley, Engeland.

## Geschiedenis
Het team begon in 2001 in het Japanse Formule 3-kampioenschap, waarbij Yuji Ide met één podiumplaats vijfde werd in het kampioenschap. Na een minder succesvol 2002 won het team in 2003 hun eerste races met Paolo Montin met twee overwinningen op de Twin Ring Motegi en één op het Suzuka International Racing Course. In 2004 won Fábio Carbone één race en eindigde als achtste in de eindstand. In 2005 kende het team een succesvol seizoen met zes overwinningen, drie voor zowel Montin als Naoki Yokomizo, die respectievelijk als vijfde en vierde in het kampioenschap eindigden. Dat jaar werd het team ook kampioen in het Aziatische Formule 3-kampioenschap. In 2006 won Carbone twee races in het Japanse kampioenschap, terwijl Marko Asmer één race won, waarbij de coureurs respectievelijk als vierde en zevende in het kampioenschap eindigden.
Nadat ThreeBond geen races won in 2007, behaalde het in 2008 twee overwinningen met Hironobu Yasuda, die als vierde in het kampioenschap eindigde. In 2009 won Yasuda één race op het Okayama International Circuit, waardoor hij vijfde werd in de eindstand. In 2010 won de enige coureur van het team Yuhi Sekiguchi geen races, maar stond wel elf keer op het podium, waardoor hij achter Yuji Kunimoto als tweede in het kampioenschap eindigde. In 2011 keerde Yasuda terug bij het team en won vier races en eindigde als tweede in de rangschikking, één punt achter de bij het team vertrokken Sekiguchi.
In 2012 stapte ThreeBond uit de Japanse Formule 3 om aan zowel het Britse als het Europees Formule 3-kampioenschap deel te nemen, als onderdeel van een samenwerking met T-Sport. Nick McBride werd in het hoofdkampioenschap van de Britse Formule 3 tiende met één podiumplaats, terwijl Spike Goddard in het rookiekampioenschap twaalf races en de titel wist te winnen. In het Europees kampioenschap nam het enkel deel als gastteam, waarin Alexander Sims op de Nürburgring met een achtste plaats het beste resultaat neerzette voor het team.
In 2013 nam ThreeBond in het Britse kampioenschap enkel deel aan het laatste raceweekend op de Nürburgring, waarbij Goddard in de tweede race achter Felipe Guimarães als tweede eindigde. In het Europees kampioenschap rijdt Goddard naast William Buller, maar nadat hij na het vierde raceweekend vertrok werd hij vervangen door Alexander Sims, die vijf podiumplaatsen behaalde en als tiende in het kampioenschap eindigde, ondanks dat hij minder dan de helft van de races heeft gereden. In het laatste raceweekend werd hij vervangen door Kevin Korjus, die zich hierdoor kon verzekeren van een plaats in de Grand Prix van Macau aan het eind van het seizoen.
In 2014 reed Goddard voor ThreeBond naast Alexander Toril. Het seizoen verloopt moeizaam, Goddard wist slechts drie punten te scoren, terwijl Toril één punt behaalde. In 2015 werd het team teruggeschroefd naar één auto voor Julio Moreno, die nooit verder kwam dan een zestiende plaats in de race. In 2016 rijdt Arjun Maini voor het team.